# Ascoli Piceno
Pour les articles homonymes, voir Ascoli.
Ascoli Piceno est une ville italienne d'environ 45 800 habitants (2022), chef-lieu de la province d'Ascoli Piceno dans la région des Marches en Italie.
La commune porte le surnom de « ville aux cent tours » en raison de ses nombreux édifices médiévaux de ce type (tours, clochers) construits en travertin.

## Géographie
Située à environ 25 km de l'Adriatique, Ascoli Piceno se trouve à une altitude de 154 m. Elle est traversée sur son territoire communal par le Castellano, un affluent du Tronto.

## Histoire
La ville antique d'Asculum est construite par les Picéniens sur une hauteur défensive au IXe siècle av. J.-C.. Elle est conquise par les Romains en 89 av. J.-C. . La cité est détruite durant la période des invasions barbares entre le Ve et le VIe siècle (par Totila en particulier en 544) et a été occupée ensuite par les Lombards.
Ville libre au Moyen Âge à partir de 1182, Ascoli Piceno est mise à sac par l'empereur Frédéric II. C'est à cette époque qu'une rivalité prend naissance avec la ville voisine de Fermo.
Durant le Moyen Âge, Ascoli se développe économiquement et culturellement. Elle fut sous domination pontificale dès 1502, puis devient en 1824 chef-lieu d'une des six provinces des Marches, jusqu'à son rattachement à l'Italie en 1860.
Dans les années 2010, le gouvernement italien tente de faire classer la ville au patrimoine mondial de l'UNESCO, en raison de son patrimoine architectural.

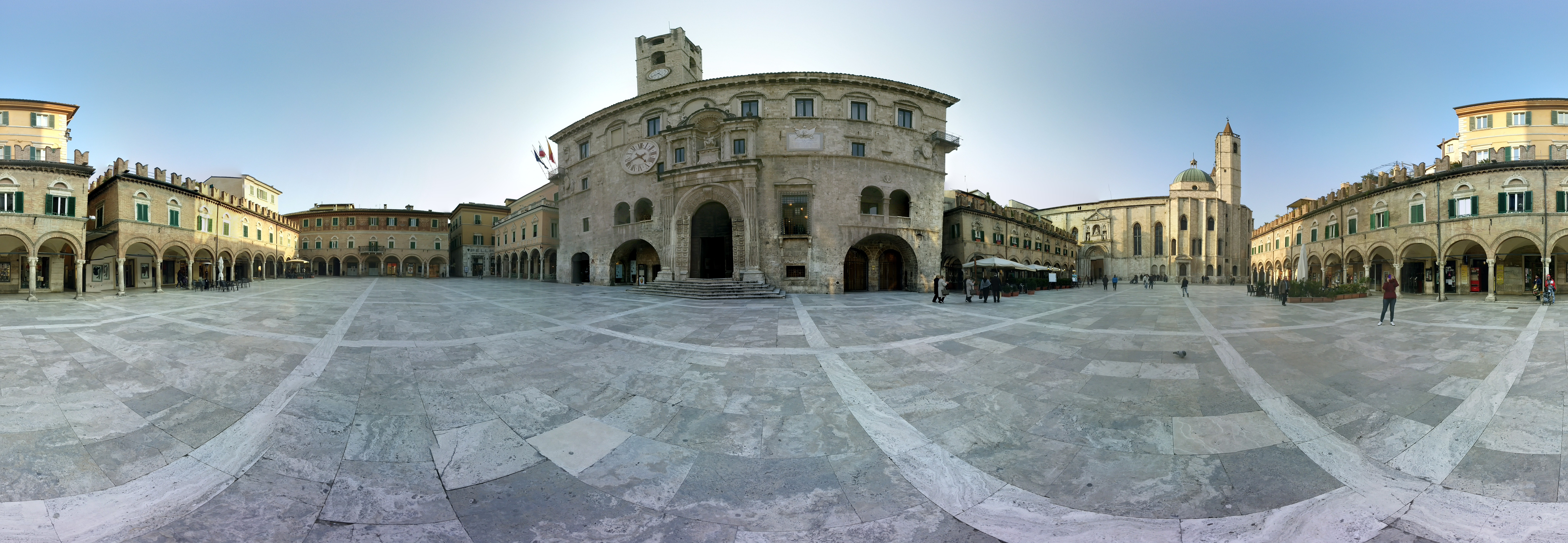
Vue à 360° de la Piazza del Popolo.

## Économie
La ville d'Ascoli Piceno et son territoire sont le berceau de la tradition et de la culture de la fameuse olive de table appelée Oliva Ascolana del Piceno.

## Culture

### Musées

#### Pinacothèque civique d’Ascoli Piceno
Le Musée, situé dans le Palais épiscopal sur la Piazza Aringo, contient des œuvres de Carlo Crivelli (les deux triptyques de la Valle Castellana, XVe), Cola dell’Amatrice (La montée du Calvaire,1527), Titien (Saint François recevant les stigmates, XVIe siècle), Guido Reni (Annonciation, 1575), Bernardo Strozzi, Baciccio, Orazio De Ferrari, Alessandro Magnasco, Antonio Mancini, Giovanni Morelli, Giuseppe Palizzi et Giuseppe Pellizza da Volpedo

#### Galerie d’Art Contemporain Osvaldo Licini
Le Musée contient la Collection de Caterina Celi Hellstrom. Y figurent des œuvres de Lucio Fontana, Roberta Matta, Hans Hartung, Giorgio Morandi, Filippo De Pisis et Gino Severini.

#### La Forteresse Malatesta et Musée du Haut-Moyen-Âge

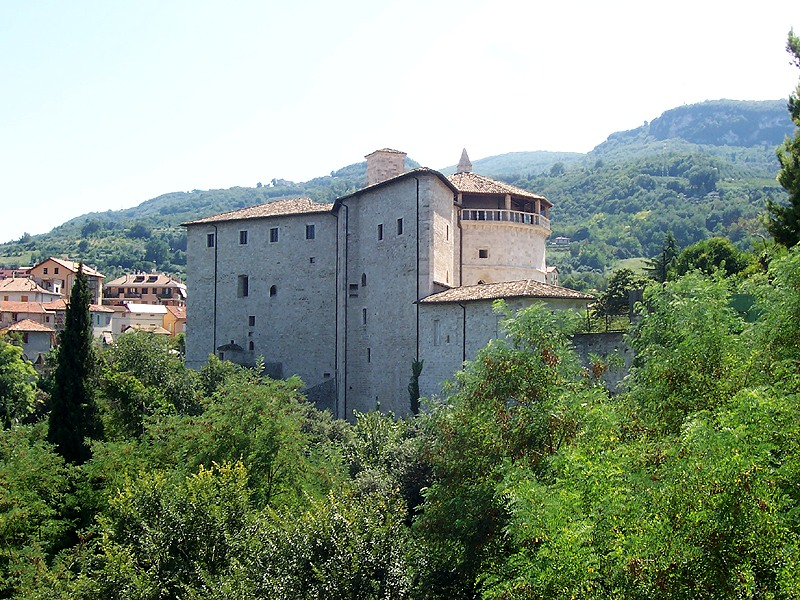
Forte Malatesta.

Le Fort Malatesta est l’une des architectures fortifiées de la Renaissance les plus importantes et spectaculaires d'Italie et l’un des sites monumentaux les plus fascinants de la ville. Portant la signature d’Antonio da Sangallo le Jeune, la forteresse a été rouverte définitivement en novembre 2010. Juste en dehors du centre historique, se dresse pour défendre la rive gauche du fleuve Castellano : à l’époque préromaine et romaine, il était un rempart qui bloquait l’accès au pont. Détruit et reconstruit à plusieurs reprises, en 1349, Galeotto Malatesta, chef de la milice d’Ascoli dans la guerre contre Fermo, est venu le renforcer et est devenu un fort médiéval typique qui a pris le nom de Fort Malatesta. D’autres destructions suivirent, jusqu’au début du XVIe siècle, dans la forteresse en ruines. Mais c’est Antonio da San Gallo le Jeune en 1543, à la demande du Pape Paul III Farnèse, qui érigea sur ce même site un nouveau fort en forme d’étoile irrégulière. En 1828, le fort fut restauré et utilisé jusqu’en 1978 comme prison judiciaire. Depuis mars 2014 il abrite le Musée du Haut Moyen-Âge qui expose les précieux ensembles de la nécropole lombarde de Castel Trosino (VIe – VIIIe siècle). Parmi les pièces les plus importantes, on note les tombes complètes d’une dame (bijoux, fibules, etc.) et d’un chevalier (épée, bouclier, harnais du cheval, etc.)

#### La forteresse Pia
La forteresse Pia est une ancienne construction militaire fortifiée qui se dresse dans la partie la plus élevée de la ville, elle doit son nom au pape Pie IV qui, en 1560, voulut la reconstruire.

#### Musée archéologique d’état
Si le Musée archéologique n’est pas un musée complet sur la civilisation romaine, il contient cependant des mosaïques dignes des plus grands musées internationaux.

##### La Cartiera du Pape
La Cartiera Papale (fabrique de papier du pape) renferme en elle des éléments qui ont profondément caractérisé le territoire d’Ascoli : construite en concis de travertin, elle a exploité pendant des siècles la course du torrent Castellano pour l’activité de mouture, de la production du papier et du tannage des vêtements. Après quelques décennies d’abandon, la Province d’Ascoli Piceno a acquis et restauré l'édifice, ce qui en fait un admirable exemple d’archéologie industrielle, unique sur le territoire et destinée aujourd’hui à accueillir les Musées de la Papeterie papale.

#### Musée de la Céramique
Inauguré en 2007, le musée contient des majoliques du XVe siècle, des pièces de la collection de la famille Matricardi et de la manufacture Paci, Matricardi et Fama.

#### Musée diocésain d’Ascoli Piceno
Musée Diocésain d'Ascoli Piceno

### Monuments
- Quelques restes de constructions romaines : la porte Gemina actuellement intacte, le théâtre romain et le pont romain de Solestà.
- Le centre historique médiéval, construit sur la partie romaine, comprenant notamment le palais Longobardo, le baptistère, l'église San Vincenzo e Atanasio (XIIe siècle)
- Des éléments  de la Renaissance
  - Palazzo de l'évêque

#### Cathédrale d'Ascoli Piceno
La cathédrale (construite au XVe siècle) flanquée d'un baptistère, dédiée à San Emidio, patron de la ville et protecteur de la ville contre les tremblements de terre, abrite deux œuvres remarquables, un polyptyque (chef-d'œuvre de Carlo Crivelli) et un bas relief en argent du XIVe siècle comportant 27 panneaux retraçant la vie du Christ. La crypte abrite, dans des sarcophages, les restes de Saint Emidio, évêque et patron de la ville et de tous les évêques d'Ascoli depuis le Moyen Âge. La Porta della Musa est une réalisation de la Renaissance tardive. La grandiose façade Renaissance de la Cathédrale a été édifiée par Cola Amatrice. L'orgue de tribune a été construit en 1873 par Vincenzo, Giovanni et Enrico Paci : il comporte 34 jeux répartis sur 2 claviers et un pédalier, installé sur une belle tribune.

#### Église Sant’Angelo Magno
L’église et le monastère datent du IXe siècle et sont entièrement réalisés avec des blocs de travertin. C’était à l’origine une fondation lombarde dédiée à l’archange Michel. L’église présente une façade de style roman datant de 1292 et située à l’intérieur d’un ancien complexe architectural. Le portail d’entrée est précédé d’un élégant escalier et sur le devant est bien visible la rosace à colonnes gothiques. Le clocher présente des caractéristiques du style de cette période. L’intérieur est doté de peintures de Carlo Maratta, Giuseppe Ghezzi et Giacinto Brandi.
Le palazzo dei Capitani donne sur la Piazza del Popolo.
- Les édifices de la ville sont presque tous construits en travertin provenant des carrières proches de la colline San Marco[2].
- Chiesa di San Giacomo Apostolo
- Chiesa della Santissima Crocifisso
- Chiesa della Santissima Annunziata
- Chiesa di San Agostino
- Chiesa di Sant' Angelo Magno
- Chiesa di San Cristoforo
- Chiesa di Sant' Egidio
- Chiesa di San Francesco
- Chiesa di Santa Maria del Buon Consiglio
- Chiesa di Santa Maria del Carmine
- Chiesa di Santa Maria della Carità
- Chiesa di Santa Maria Goretti
- Chiesa di Santa Maria inter Vineas
- Chiesa di San Michele Arcangelo
- Chiesa dei Santi Simone e Giuda
- Chiesa di San Pietro Martire
- Chiesa dei Santi Vicenzo e Anastasio

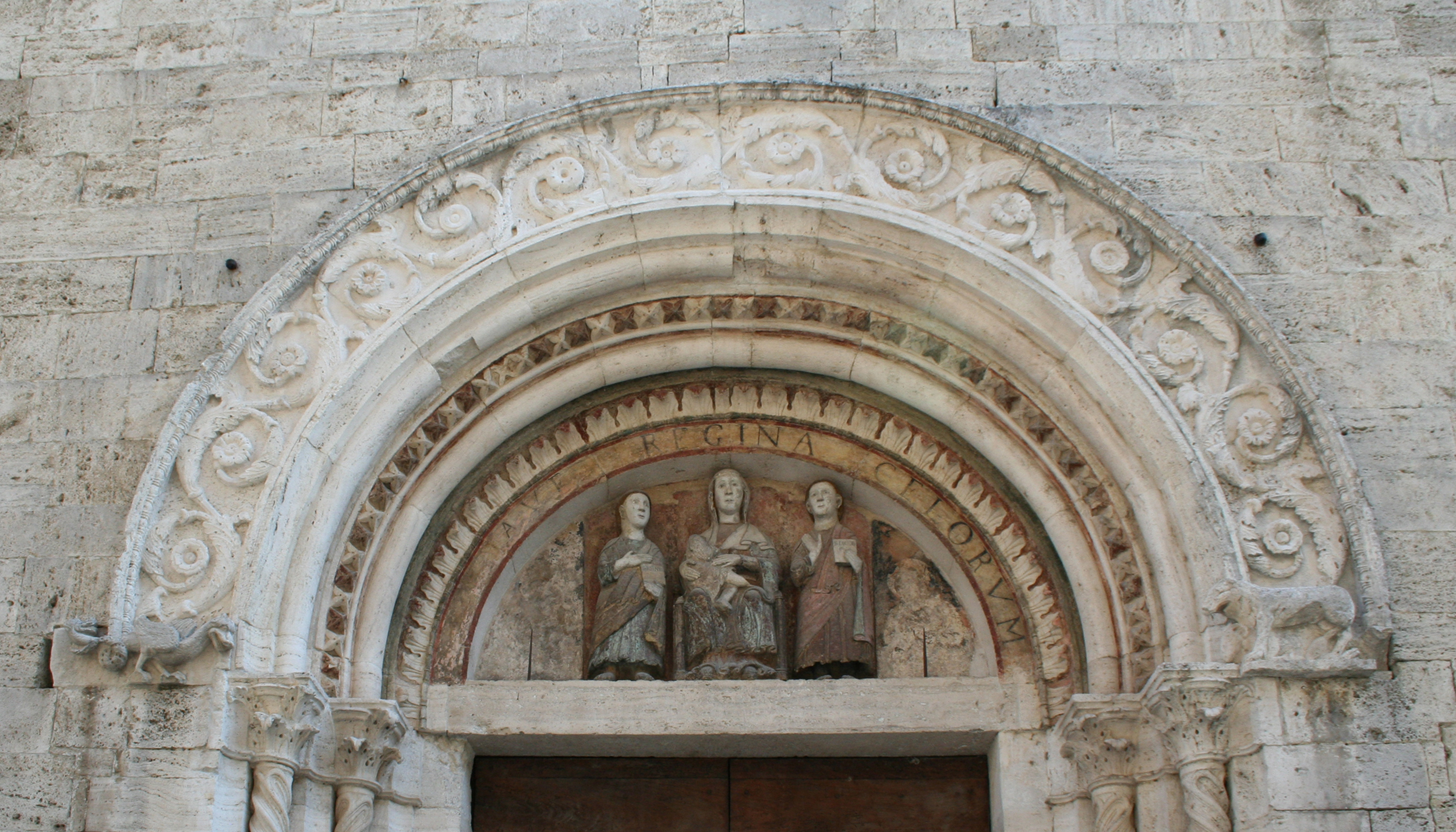
Lunette du XIe siècle de san Giacomo Apostolo.
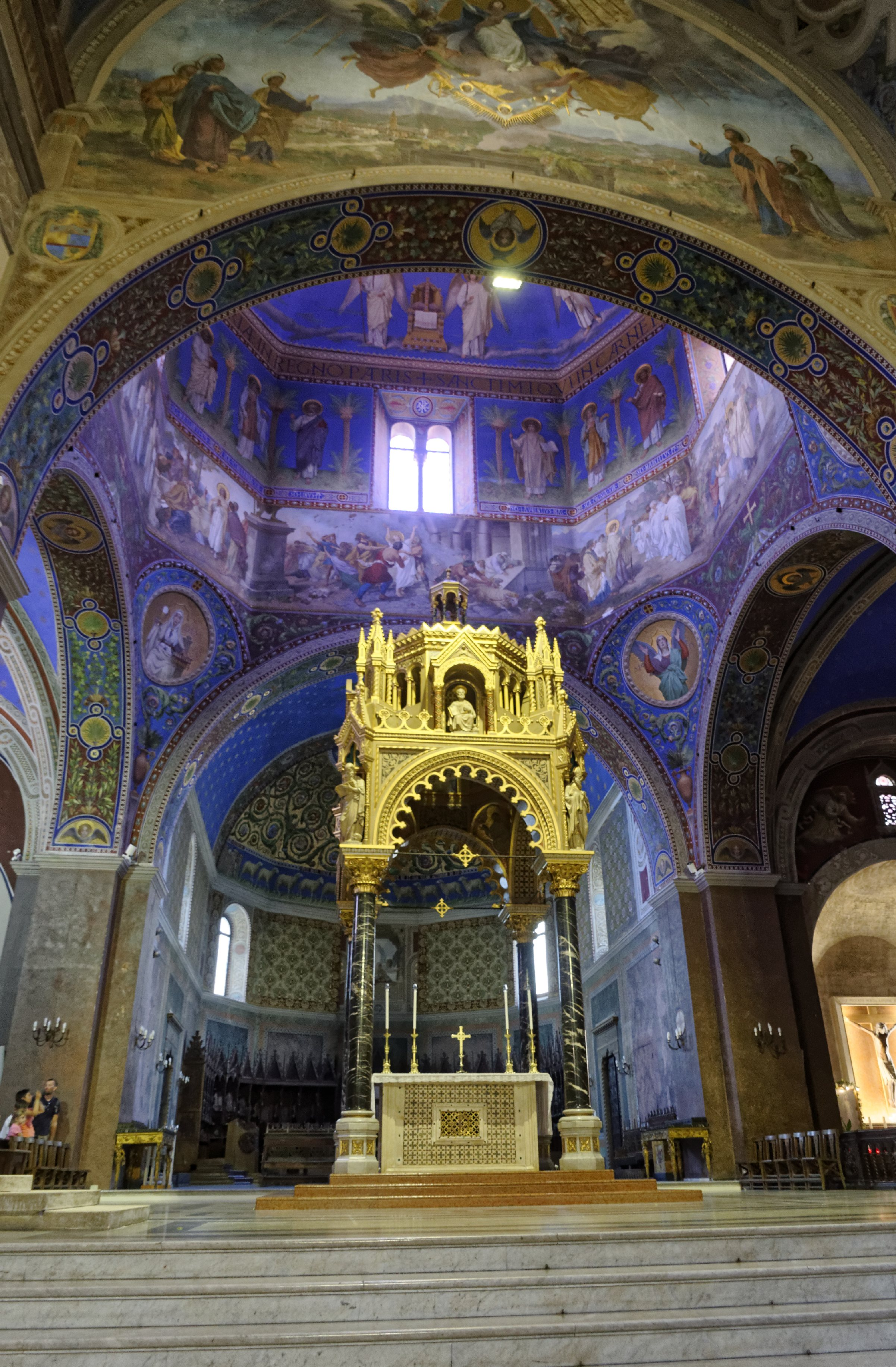
Duomo d’Ascoli Piceno.
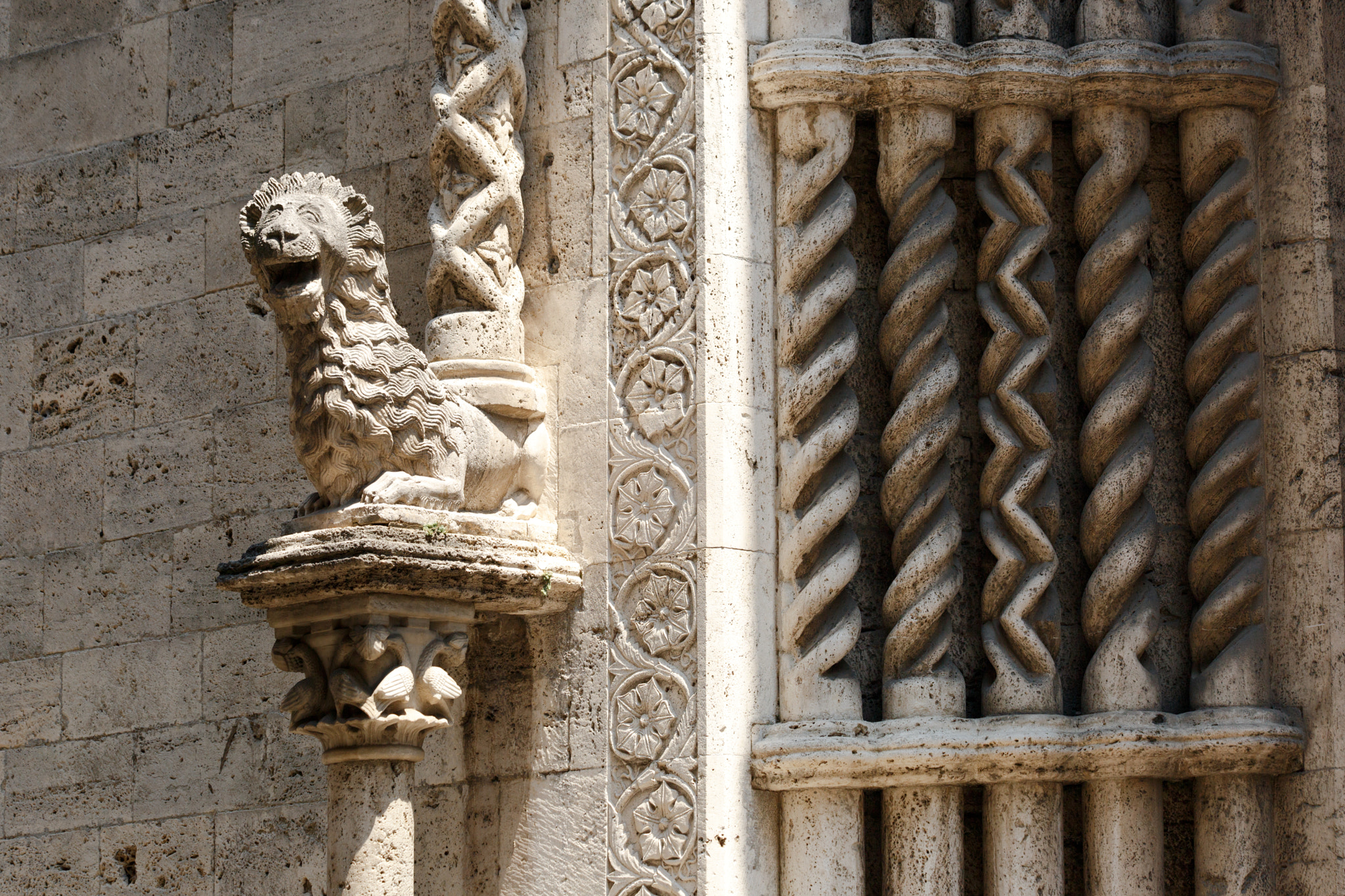
Sculpture gothique, San Francesco, Piazza del Popolo.

### Œuvres d’art à Ascoli Piceno

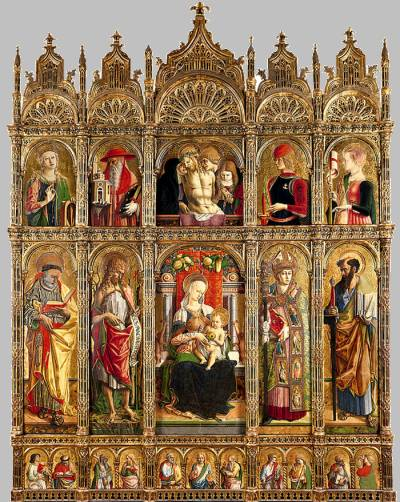
Polyptyque de la Cathédrale de Sant’Emidio, Carlo Crivelli, 1475.
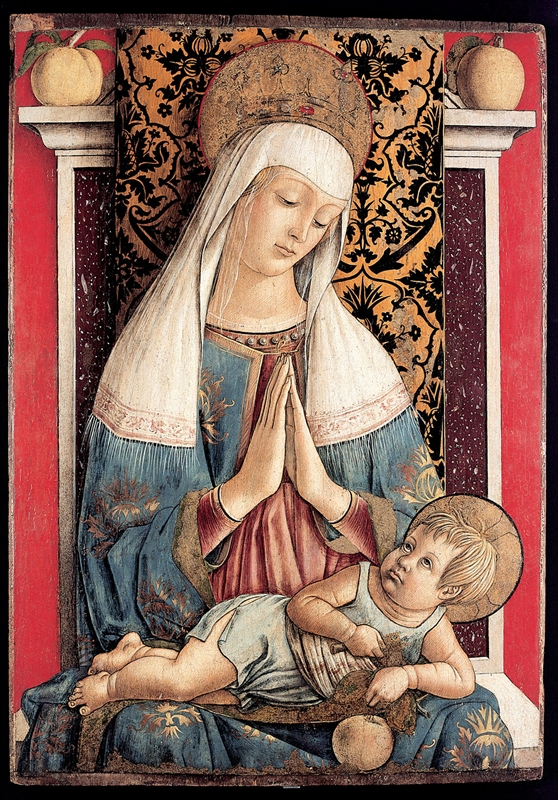
Madone de Poggio Bretta de Crivelli, Musée Diocésain.
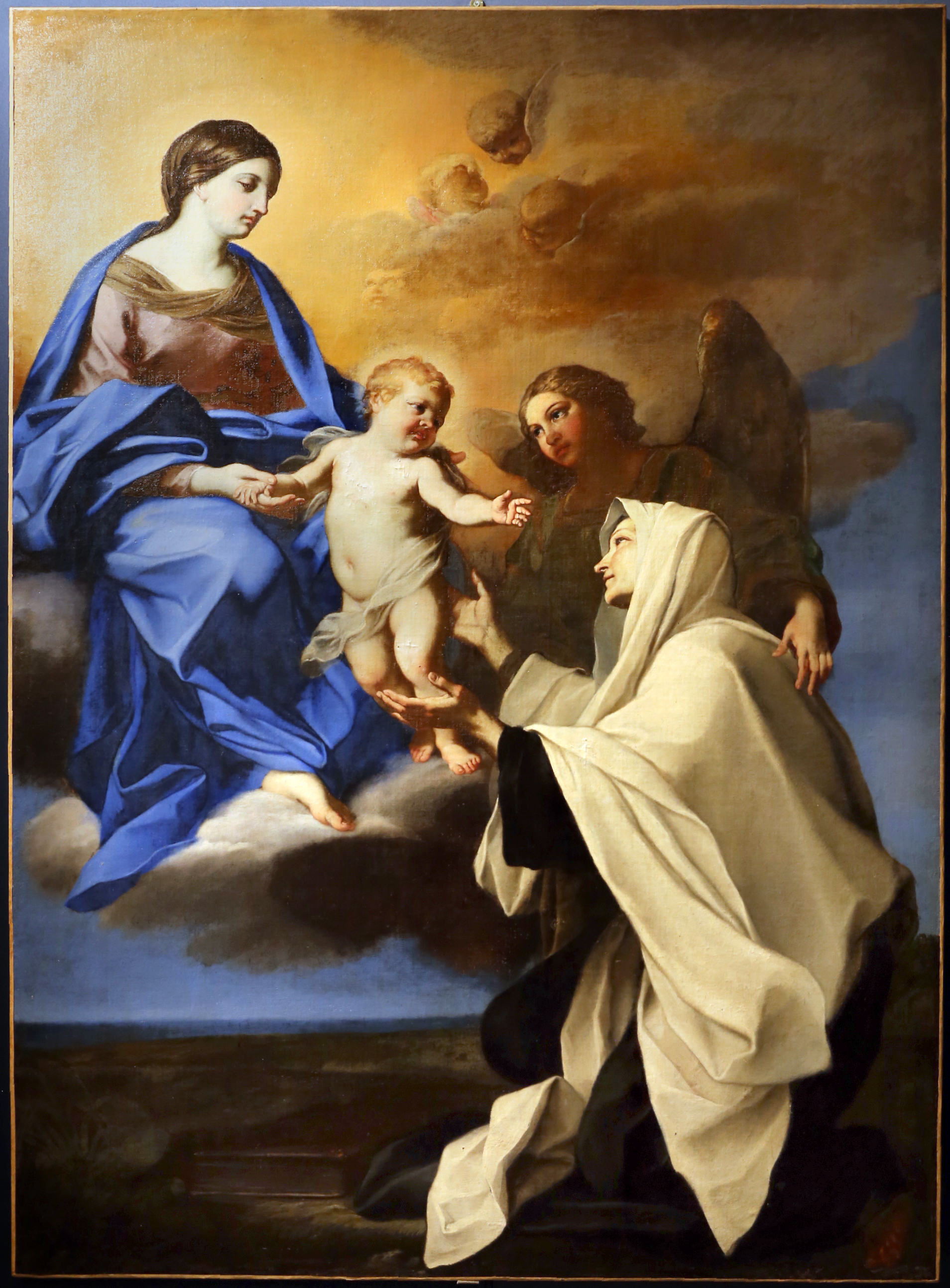
Apparition de la Madone à l’Enfant à Sainte Françoise Romaine, Carlo Maratta, 1655-56, église Sant’Angelo Magno.
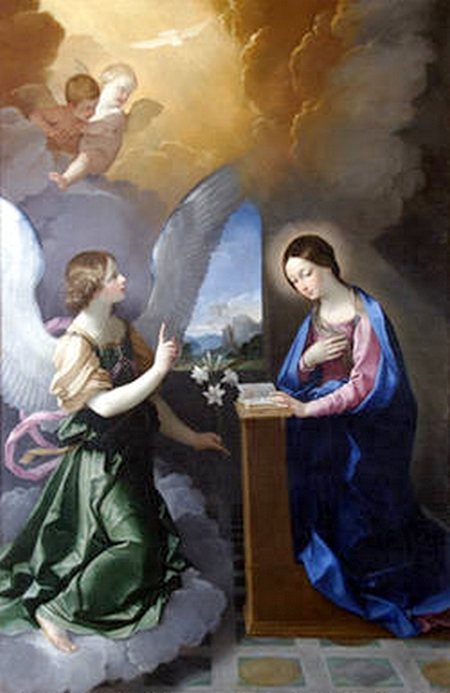
Annonciation de Guido Reni.

## Images

### Fêtes et foires
- Le Carnaval d'Ascoli se déroule chaque année à partir du 17 janvier.
- Le festival Fritto Misto, une manifestation culinaire et gastronomique de la friture se déroulant chaque année durant un week-end du mois d'avril et attirant environ 50 000 personnes[2].
- Tournoi de chevaliers (le premier dimanche d'août), pour faire revivre la tradition historique du XVe siècle, en costumes d'époque. Ce tournoi porte le nom de Torneo cavalleresco della Quintana.

## Administration
| Période                                  | Période      | Identité           | Étiquette                                         | Qualité |
| ---------------------------------------- | ------------ | ------------------ | ------------------------------------------------- | ------- |
|                                          | 1944         | Serafino Orlini    |                                                   |         |
| 1946                                     | 1960         | Serafino Orlini    |                                                   |         |
|                                          |              | Ugo De Santis      |                                                   |         |
| 1990                                     | 1991         | Gino Andreani      | Democrazia Cristiana                              |         |
| 1991                                     | 1995         | Nazzareno Cappelli | Centro-Destra                                     |         |
| 23 avril 1995                            | 13 juin 1999 | Roberto Allevi     | PDS,Patto dei Democratici,Verdi,Partito Comunista |         |
| 13 juin 1999                             | 14 juin 2004 | Piero Celani       | Forza Italia                                      |         |
| 14 juin 2004                             | En cours     | Piero Celani       | Centro-Destra                                     |         |
| Les données manquantes sont à compléter. |              |                    |                                                   |         |

### Frazione
Mozzano, Rosara, Piagge, Castel Trosino, Villa S. Antonio

### Communes limitrophes
Acquasanta Terme, Ancarano, Appignano del Tronto, Castel di Lama, Castignano, Castorano, Civitella del Tronto, Colli del Tronto, Folignano, Maltignano, Roccafluvione, Rotella, Sant'Egidio alla Vibrata, Valle Castellana, Venarotta

### Jumelages
- Massy (France) depuis 1997, du maire Roberto Allevi, pour Ascoli Piceno, du maire Vincent Delahaye pour Massy.
- Trèves (Allemagne) depuis 1958, du maire Serafino Orlini, pour Ascoli Piceno, du maire Heinrich Raskin pour Trèves.

## Sports
L'ascension d'Ascoli Piceno, classée en deuxième catégorie, fut au programme de l'arrivée de la 6e étape du Giro 2021. Gino Mäder remportait cette étape en échappée.

## Personnalités liées à la ville
- Emidius d'Ascoli (273-303), évêque et saint patron d'Ascoli Piceno, mort dans cette ville
- Conrad d'Ascoli (1234-1289), bienheureux franciscain né et mort à Ascoli Piceno
- Cecco d'Ascoli (v. 1257-1327), poète et encyclopédiste du Moyen Âge, né à Ascoli Piceno
- Nicola Filotesio (1480-1559), architecte, disciple du peintre Carlo Crivelli, mort à Ascoli Piceno
- Domenico Balestrieri (XVe siècle), peintre né à Ascoli Piceno
- Séraphin de Montegranaro (1540-1604) saint capucin mort à Ascoli Piceno
- Giovanna Garzoni (1600-1670), peintre de natures mortes née à Ascoli Piceno
- Lazzaro Morelli (1608-1690), sculpteur de la période baroque né à Ascoli Piceno
- Giuseppe Ghezzi (1634-1721), peintre baroque né à Ascoli Piceno
- Antonio Amorosi (1660-1738) peintre italien du rococo actif à Ascoli Piceno
- Filippo De Angelis (1792-1877), archevêque de Fermo et cardinal né à Ascoli Piceno
- Fernando Tambroni (1901-1963), homme politique né à Ascoli Piceno
- Dino Ferrari, (1914-2000), peintre né à Ascoli Piceno
- Giovanni Allevi (né en 1969), pianiste de jazz et compositeur né à Ascoli Piceno
- Davide Bellomo (né en 1970), homme politique né à Ascoli Piceno
- Salvatore Bocchetti (né en 1986), footballeur né à Ascoli Piceno
- Mattia Destro (né en 1991), footballeur né à Ascoli Piceno
- Ludovico Trasi (1634-1694), peintre.